# Teredorus guangxiensis
Teredorus guangxiensis är en insektsart som beskrevs av Zheng, Z., F-m. Shi och Guang Yu Luo 2003. Teredorus guangxiensis ingår i släktet Teredorus och familjen torngräshoppor. Inga underarter finns listade i Catalogue of Life.